# Стрежевое
Стрежевое — упразднённый посёлок Томской области России. Вошёл в состав города Стрежевой.

## География
Возведена на крайнем северо-западе региона у рыбацкой деревни Пасол на левом, затапливаемом половодьями берегу Оби.

## Топоним
Топоним происходит от слова "стрежень" — линия максимальных скоростей течения реки.
Название посёлка спецпереселенцев, занятых на добыче крупных пород рыбы, связывают с терминами «стрежпески» и «стрежневод». Иную трактовку данного топонима предлагал краевед А.Выходцев — от названия птиц (стрижи). В середине 1960-х годов слово «стрежень» стало восприниматься в переносном значении — быстрое течение времени, бурная, динамичная эпоха.

## История
Основан в 1932 году семьями высланных «кулаков». В записи Александровского отдела ЗАГСа акта о рождении № 108, составленная 26 октября 1932 года в Александровском сельском совете самая раннее упоминание посёлка: в сведениях о родителях сказано: "пос. Стрежевое Александровского с/с, тот же район, спецпереселенец".
В 1935 году в посёлке создали рыболовецкий колхоз имени Куйбышева, в 1938 году артель (колхоз) преобразована в сельскохозяйственную.
С 1941 года население увеличилось после депортации в Сибирь немцев Поволжья.
На карте Новосибирской области 1943 года и карте Томской области 1945 годаобозначен как населённый пункт Стрежевой.
В 1966 году в связи с освоением первого в Томской области нефтяного месторождения рядом со спецпереселенческой деревней Стрежевой развернулось строительство нового посёлка для нефтедобытчиков.

### Административно-территориальная принадлежность
С 1939 году посёлок Стрежевой входил в состав Медведевского сельсовета, с 1952 года — административный центр, после перенесения из села Медведево.
В 1953 году, согласно Указу Президиума Верховного Совета РСФСР,  центр Медведевского сельсовета был перенесён в посёлок Стрежевой с переименованием сельсовета в Стрежевской.